# هيذر بيرنز
هيذر بيرنز (بالإنجليزية: Heather Burns)‏ هي كاتبة سيناريو وممثلة أمريكية، ولدت في 7 أبريل 1975 بشيكاغو في الولايات المتحدة. بدأت مشوارها المهني سنة 1996.

## أعمال

### أفلام
- (1998) لديك بريد[2]
- (2000) ملكة الدماثة[3]
- (2002) إشعار لمدة أسبوعين[4]
- (2005) ملكة الدماثة 2 مسلحة ورائعة[5]
- (2016) مانشستر باي ذا سي[6]

### مسلسلات
- الإبتدائية[7][8][9]

## وصلات خارجية
- هيذر بيرنز على موقع IMDb (الإنجليزية)
- هيذر بيرنز على موقع روتن توميتوز (الإنجليزية)
- هيذر بيرنز على موقع ألو سيني (الفرنسية)
- هيذر بيرنز على موقع أول موفي (الإنجليزية)
- هيذر بيرنز على موقع قاعدة بيانات برودواي على الإنترنت (الإنجليزية)
- هيذر بيرنز على موقع قاعدة بيانات الأفلام السويدية (السويدية)
- هيذر بيرنز على موقع قاعدة بيانات الفيلم (الإنجليزية)
- هيذر بيرنز على موقع كينوبويسك (الروسية)
- هيذر بيرنز على موقع كينوبويسك (الروسية)